# Dolnji Ramac
Dolnji Ramac (njemački: Unterrabnitz-Schwendgraben, mađarski: Alsórámóc-Répcefő) je naseljeno mjesto i općina u austrijskoj saveznoj državi Gradišće, administrativno pripada Kotaru Gornja Pulja.

## Stanovništvo
Dolnji Ramac prema podacima iz 2010. godine ima 659 stanovnika.

## Vanjske poveznice
- Internet stranica naselja[neaktivna poveznica]